# Yongi-dong
Yongi-dong (koreanska: 용이동) är en stadsdel i staden Pyeongtaek i provinsen Gyeonggi i den centrala delen av Sydkorea, 65 km söder om huvudstaden Seoul.